# Forefront TMG
Microsoft Forefront Threat Management Gateway (TMG) es un completo gateway de seguridad web desarrollado por Microsoft que ayuda a proteger a las empresas de las amenazas que existen actualmente en Internet. Simple manejo e interfaz con la que se puede habilitar una seguridad perimetral a prueba de ataques gracias al firewall integrado, VPN, prevención de accesos no autorizados, antivirus y antispam.
Microsoft Forefront TMG estaba también integrado en la suite completa de Forefront conocida con el nombre en clave de Microsoft Forefront STIRLING.
El producto era el sucesor de Microsoft ISA Server.

## Fin del soporte
Microsoft anunció el fin del soporte y retirada del producto Microsoft Forefront Threat Management Gateway 2010 Enterprise y Standard con las siguientes fechas:
- Fecha de inicio del ciclo de vida: 1 de diciembre de 2009
- Fecha de fin de soporte de Service Pack: 12 de julio de 2011
- Fecha de fin del soporte técnico principal: 14 de abril de 2015
- Fecha de fin del soporte técnico extendido: 14 de abril de 2020

## Características
- Protección ante múltiples de ataques gracias a tener integrado un antimalware y un potente antivirus, protecciones contra ataques de nivel de red y nivel de aplicación y firewall multicapa.

- Altamente seguro gracias a la protección contra ataques de usuarios web, un sistema altamente fiable y seguro para la publicación por parte de usuarios remotos y un sistema avanzado para VPN.

- Gestión simplificada gracias a asistentes que le ayudarán a configurarlo, un servicio centralizado y un sistema de envío de correos electrónicos integrado.

- Inspección HTTPS. Inspecciones paquetes cifrados con SSL para descubrir malware, limitar el acceso a ciertas webs a sus empleados e incluso pudiendo crear exclusiones a webs sensibles, como las bancarias, evitando la inspección por parte de Forefront TMG.

- Además de otras: ISP redundancy, sistema de inspección de red, versión de 64 bit, gestión centralizada de versiones Standard y Enterprise.